# Giorgia Tudisco
Giorgia Tudisco (Chivasso, 11 gennaio 1995) è una calciatrice italiana, di ruolo centrocampista.

## Caratteristiche tecniche
Può ricoprire più posizioni sul campo a seconda dello schema usato. Centrocampista centrale capace di giocare anche sull'esterno. È stata spesso impiegata come trequartista e anche come seconda punta. Nasce però come difensore centrale spostato poi sulla fascia come terzino sinistro, il tecnico Nicco nella stagione 2012-2013 in alcune partite l'ha schierata anche come libero nella difesa a cinque.

## Carriera

### Club
Cresciuta nelle giovanili dell'U.R.S. La Chivasso, passata al Torino nel 2005, fa il suo esordio in serie A al termine della stagione 2010-2011 a soli quindici anni. La stagione successiva viene aggregata alla prima squadra e con il tecnico Licio Russo vive il suo primo vero campionato nella massima serie venendo poi confermata anche nella stagione successiva dove nonostante la giovane età è una delle calciatrici con più esperienza. Segna il suo primo gol in carriera alla seconda giornata contro il Firenze.
Con il Torino ha vinto un campionato Primavera nella stagione 2010-2011 superando in finale per 5-2 le avversarie del Brescia.
Tudisco rimane in rosa fino alla stagione 2013-2014, con il Torino che termina il campionato all'undicesimo posto anche in conseguenza della penalità di 8 punti, quando dalla stagione successiva decide di trasferirsi sottoscrivendo un contratto con il neopromosso Cuneo.
Durante il successivo calciomercato estivo trova un accordo con il neopromosso in Serie A San Bernardo Luserna. Alla sua prima stagione con la nuova società condivide il percorso della squadra che disputa un difficile campionato sempre nella parte bassa della classifica ma che grazie alle tre vittorie consecutive nelle ultime tre giornate riesce a superare le avversarie dirette e concludere a 22 punti, a pari merito con la Res Roma, e all'ottavo posto, l'ultimo utile per la salvezza. Nella stagione successiva la squadra diminuisce ulteriormente competitività, non riuscendo mai a uscire dalla bassa classifica, terminando il campionato all'undicesimo e penultimo posto, con conseguente retrocessione in cadetteria. Tudisco rimane ancora legata al Luserna per la prima parte della stagione 2017-2018, tuttavia nel dicembre successivo, durante la sessione invernale di calciomercato, ha lasciato la società per passare al Sassuolo, tornando a disputare il campionato di Serie A.
Dopo due stagioni al Sassuolo, nell'estate 2024 si è trasferita al Freedom, militante in Serie B.

### Nazionale
Dopo aver fatto parte della nazionale italiana Under-17, con la quale ha disputato la prima fase di qualificazione al Campionato europeo di categoria 2012, viene convocata anche con l'Under-19. Con le Azzurrine dell'Under-19 viene utilizzata durante le fasi di qualificazione all'europeo di categoria 2014.

## Palmarès

### Giovanili
- Campionato italiano: 1

Torino: 2010-2011